# 마쓰다이라 무네마사

마쓰다이라 무네마사(일본어: 松平宗昌, 엔포 3년 음력 6월 23일(1675년 8월 14일) ~ 교호 9년 음력 4월 27일(1724년 5월 19일))는 에도 시대 중기의 다이묘이다. 에치젠 마쓰오카번 제2대 번주, 동국 후쿠이번 제9대 번주를 지냈다. 에치젠 마쓰오카번 선대 번주 마쓰다이라 마사카쓰의 삼남으로 태어났다.

## 생애
엔포 3년(1675년) 6월 23일, 마쓰오카번 초대 번주 마쓰다이라 마사카쓰의 셋째 아들로서 마쓰오카에서 탄생한다. 어머니는 나카네씨(엽진). 아명은 센테쓰.
겐로쿠 6년(1693년), 최초는 마사오키(昌興)라고 자칭한다. 부친의 사망에 의해 에치젠 마쓰오카번을 이었고, 이때의 이름은 마사히라(昌平)이다. 교호 6년(1721년)에 본가의 번주로 있던 동생 마쓰다이라 요시쿠니가 사자 없이 사망했기 때문에 12월 11일에 그 뒤를 이어 18일에 시종에 임명되었다. 이때 마쓰오카번은 본가에 병합되어 폐번, 후쿠이번은 총 30만 석이 되었다. 8대 장군 도쿠가와 요시무네으로부터 편휘를 받아 무네마사(宗昌)로 개명하였다.
40대 중반이 넘은 대가의 상속으로 당시로서는 이미 후계를 바라기에는 고령이고 후계자가 없었다. 그 때문에 번주 취임과 동시에 막부의 지시에 의해 마에바시(에치젠) 마쓰다이라가(前橋松平家)의 마쓰다이라 무네노리를 양사자로 한다. 후쿠이번에 잇따른 당주 후계를 둘러싼 가문 소동의 재발을 막기 위한, 막부의 사전 조치라고 생각된다. 무네노리는 선대 번주 요시쿠니의 외동딸을 정실로 맞이한다. 교호 9년(1724년) 4월 27일, 종창은 에도에서 사망했고, 그 뒤를 종구가 이었다. 향년 50세로 사망했다. 묘소는 도쿄도 미나토구 도라노쿠보(니시노쿠보)의 덴토쿠지. 훗날 도쿄도 시나가와구 미나미시나가와(南品川)의 가이안지(海安寺)에 이장되었다. 무네마사(宗昌)의 죽음에 의해 마쓰다이라 다다마사 이래의 남계의 핏줄은 단절되었다.

## 족보
- 부친 : 마쓰다이라 마사카쓰(松平昌勝)
- 모친 : 하쓰(葉津) - 나카네씨(中根氏)
- 양부 : 마쓰다이라 요시쿠니(松平吉邦)
- 정실 : 기쿠히메(菊姫) - 오가사와라 다다타카(小笠原忠雄)의 양녀, 마쓰다이라 요리모토(松平頼元)의 5녀
- 측실 : 스기야마씨(杉山氏)
  - 생모 불명의 자녀
- 여자 : 가쓰히메(勝姫) - 격방원(隔芳院) / 도오루인(融芳院), 모리 무네히로(毛利宗広)의 정실
- 양자
  - 남자: 마쓰다이라 무네노리(松平宗矩, 1715년 ~ 1749년) - 마쓰다이라 지카키요의 차남

| 전임 마쓰다이라 마사카쓰 | 제2대 에치젠 마쓰오카번 번주 (에치젠 마쓰다이라가) 1693년 ~ 1721년 | 후임 후쿠이번 가독 상속으로 인한 에치젠 마쓰오카번 기존 영지의 후쿠이번으로 병합 |

| 전임 마쓰다이라 요시쿠니 | 제9대 후쿠이번 번주 (에치젠 마쓰다이라가) 1721년 ~ 1724년 | 후임 마쓰다이라 무네노리 |